# Сейнт Франсис Уд (Сан Франциско)
Сейнт Франсис Уд е квартал в Югозападен Сан Франциско. Има 1354 жители. Кварталът е богат със среден доход на домакинство от 201 399 долара/годишно. Характезира се с къщи на големи парцели (по санфранциските стандарти). Кварталът е предимно жилищен и в него липсват компании/фирми/магазини и той не е толкова известен като други богати квартали като Марината или Пасифик Хайтс.